# 张安屯街道
张安屯街道，是中华人民共和国云南省曲靖市马龙区下辖的一个街道办事处。
2013年10月20日，云南省人民政府批复同意撤销王家庄镇，设立王家庄街道、张安屯街道。

## 行政区划
张安屯街道下辖以下地区：
张安屯村、小屯村和中屯村。